# Гончаренко Владислав Васильович (науковець)
Владисла́в Васи́льович Гончаре́нко (нар. 12 грудня 1964, Волочиськ, Хмельницької області) ― доктор економічних наук, професор.

## Життєпис
Народився 12.12.1964р. у сім"ї медиків (мати:  Гончаренко Алла Іванівна, акушер-гінеколог; батько: Гончаренко Василь Іванович, лікар-інфекціоніст). 
У 1981 році закінчив середню школу №1 у м. Волочиськ. У 1988 році з відзнакою закінчив Полтавський кооперативний інститут. У 1993 році в Київському університеті імені Тараса Шевченка захистив кандидатську, а 2002 року — докторську дисертацію. З 1988 р. працював у Полтавському кооперативному інституті (пізніші назви: «Полтавський університет споживчої кооперації», «Полтавський університет економіки і торгівлі») на різних посадах. Звання професора отримав 2006 року. 
З 2017 року працює професором кафедри міжнародних економічних відносин Харківського національного університету імені В. Н. Каразіна. 
Має понад 170 опублікованих наукових робіт https://scholar.google.com.ua/citations?user=2rqzaOEAAAAJ&hl=uk